# Léon Bakst
Léon (Lev) Nikoláyevich Bakst (en ruso: Лео́н (Лев) Никола́евич Бакст; Goradnia, 27 de enero de 1866 - Rueil-Malmaison, 27 de diciembre de 1924) fue un pintor ruso y diseñador escenográfico y de vestuario que revolucionó las artes en las que trabajó.

## Primeros años
León (Lev) Bakst nació, con el nombre de Lev Rosenberg, en Goradnia (actualmente en Bielorrusia) en una familia judía de clase media. Después de graduarse del gymnasium, estudió en la Academia de Arte de San Petersburgo como un estudiante libre, trabajando a tiempo parcial como ilustrador de libros.
En su primera exposición (1889) tomó el apellido de Bakst del nombre de su abuela materna Baxter. A inicios de los años 1890 expuso sus obras con la Sociedad de los acuarelistas. Entre 1893 y 1897 vivió en París, donde estudió en la Académie Julian mientras entonces aún visitaba San Petersburgo. Desde mediados de los años 1890 se hizo miembro del círculo de escritores y artistas formados por Serguéi Diáguilev y Alexandre Benois que vendría a ser el movimiento artístico Mir iskusstva (Mundo del arte). 
En 1899, cofundó con Serguéi Diáguilev el influyente revista Mir iskusstva (Мир искусства (журнал)). Su gráficos para el Mundo del arte lo hicieron famoso.

## Ascenso a la fama

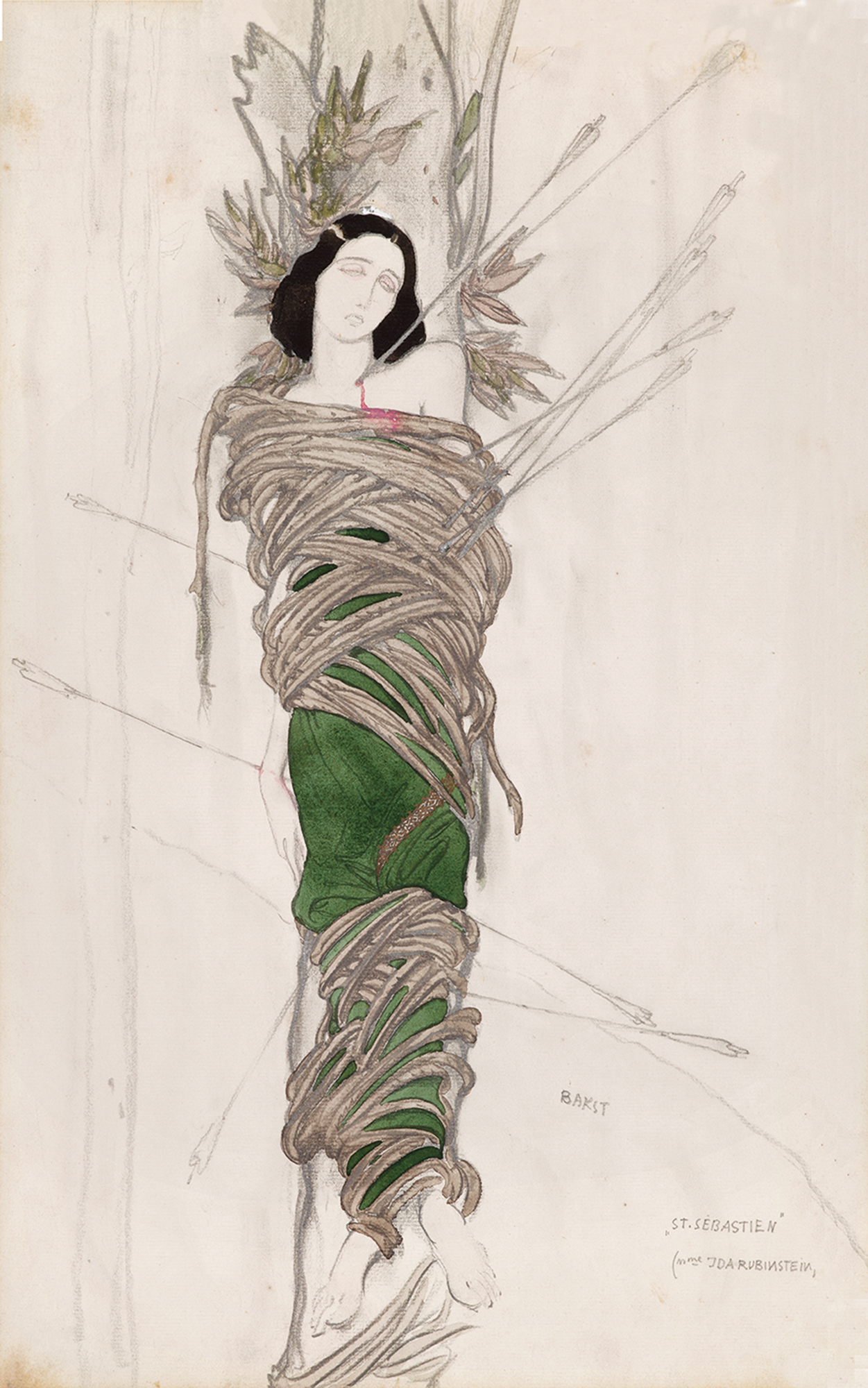
León Bakst. Vestido para Ida Rubinstein en Le marthyre de Saint Sébastien, 1912.

Continuó con la pintura al caballete así como realizaba retratos de Filipp Malyavin (1899), Vasili Rózanov (1901), Andréi Bely (1905), Zinaída Guippius (1906). También trabajó como profesor de arte para los hijos del Gran Duque Vladímir Aleksándrovich. En 1902 recibió la orden del zar Nicolás II de Rusia para pintar Recibimiento de los marinos rusos en París. 
En 1898 mostró sus obras en la Primera exposición de Artistas Rusos y Fineses organizada por Diáguilev; en exposiciones del Mundo del Arte, así como en Secession en Múnich, exposiciones de la Unión de Artistas Rusos, etc.
Durante la Revolución Rusa de 1905 Bakst trabajaba para los magacines Zhúpel, Ádskaya pochta, Satyricón, mientras trabajaba para el magacín de arte Apollón.

## Diseño escénico
Desde fines de los años 1900, Bakst trabajó sobre todo como diseñador escénico. Bakst diseñó construcciones escénicas para Tragedias griegas, y en 1908 alcanzó notoriedad como pintor escénico para Diáguilev y los Ballets Rusos (Cleopatra 1909, Shajerezada 1910, Carnaval 1910, Narcissus 1911, Daphnis et Chloé 1912). Todo este tiempo que vivió en Europa debido a que como judío que era no tenía derecho de vivir permanentemente fuera de la zona de asentamiento.
Durante sus visitas a San Petersburgo enseñó en la Escuela de Zvántseva. Uno de sus estudiantes fue Marc Chagall (1908-1910). En 1910 se separaron. Bakst advirtió a Chagall a que no fuese a París ya que de acuerdo con Bakst sería perjudicial para el arte de Chagall y financieramente probablemente se moriría de hambre. Chagall se fue de todos modos, no murió y sí encontró su estilo.
En 1914 fue elegido miembro de la Academia Imperial de las Artes.
En 1918 terminó su relación con Diáguilev y los Ballets Rusos. Murió en 1924 en Rueil-Malmaison cerca de París por problemas pulmonares.

## Algunas obras

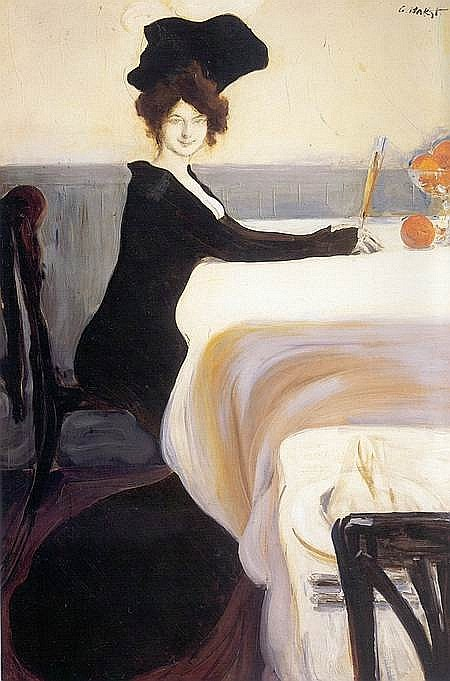
Cena. 1902
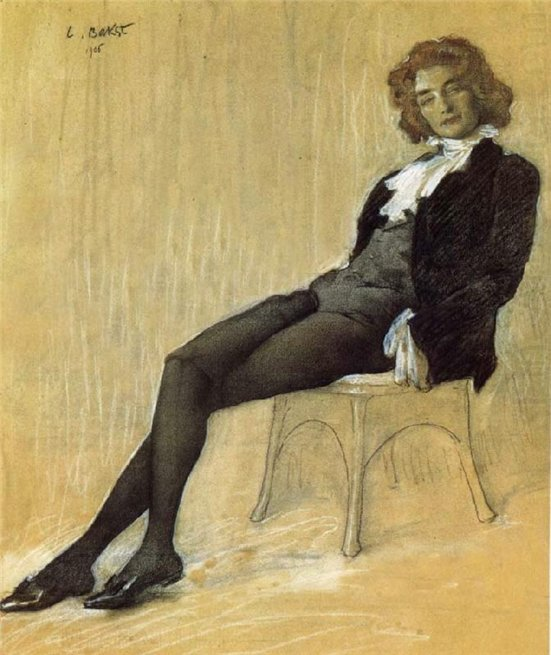
Zinaída Guíppius. 1906
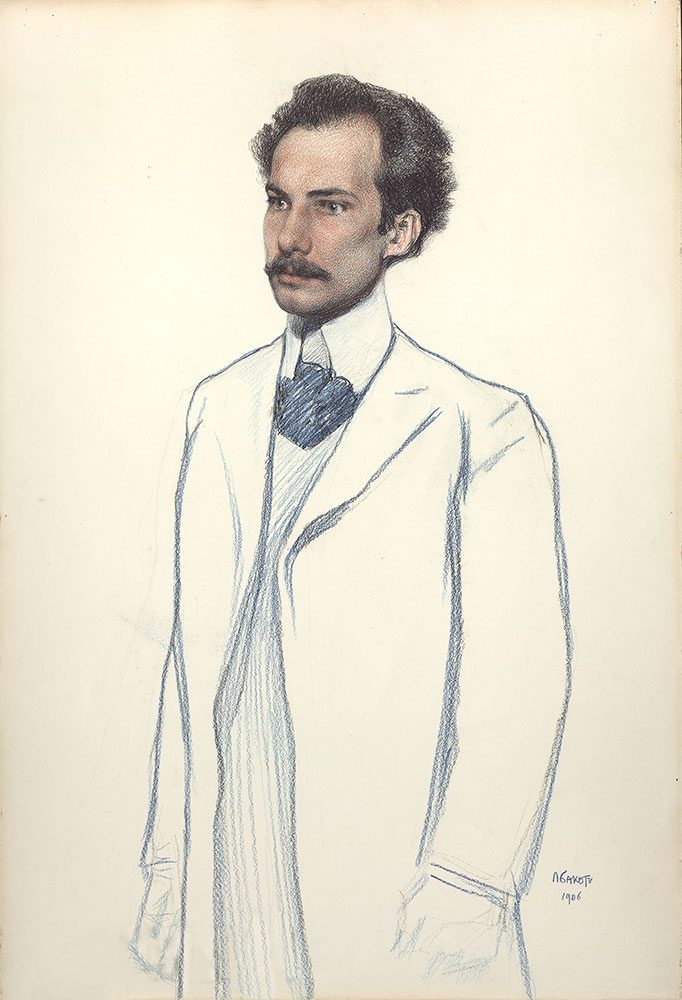
Andréi Bely
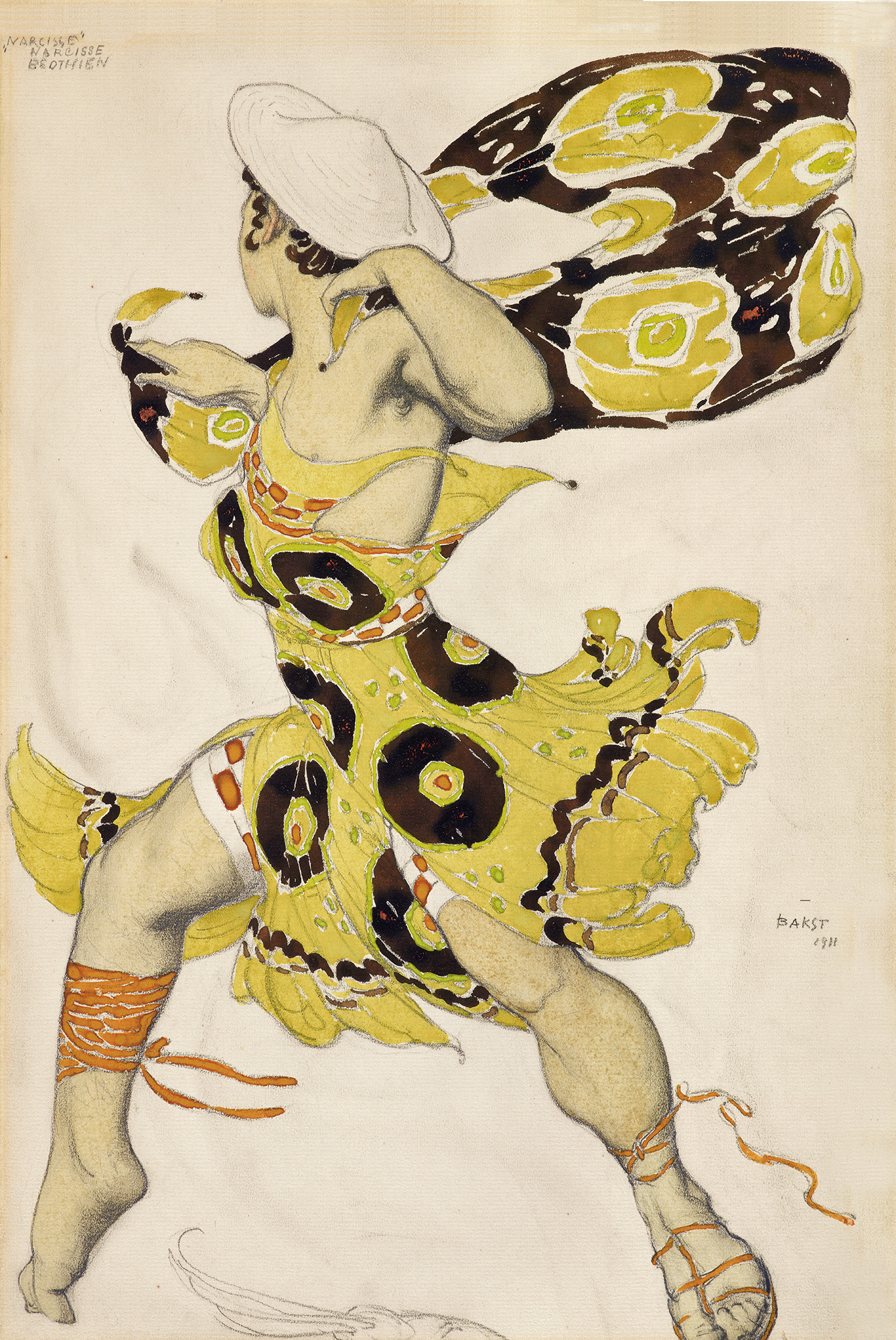
Narciso. 1911
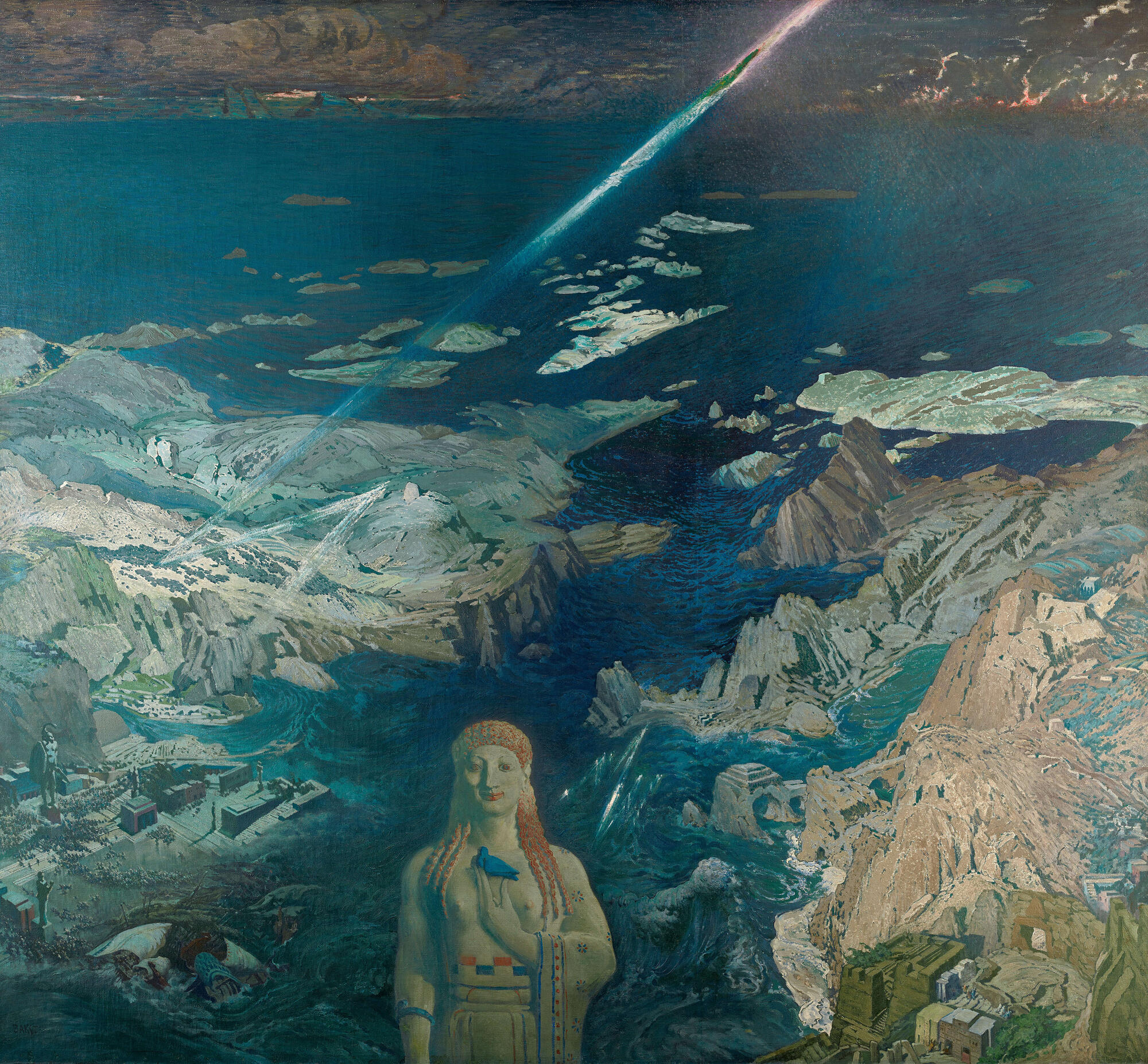
Relámpago de Zeus. 1908
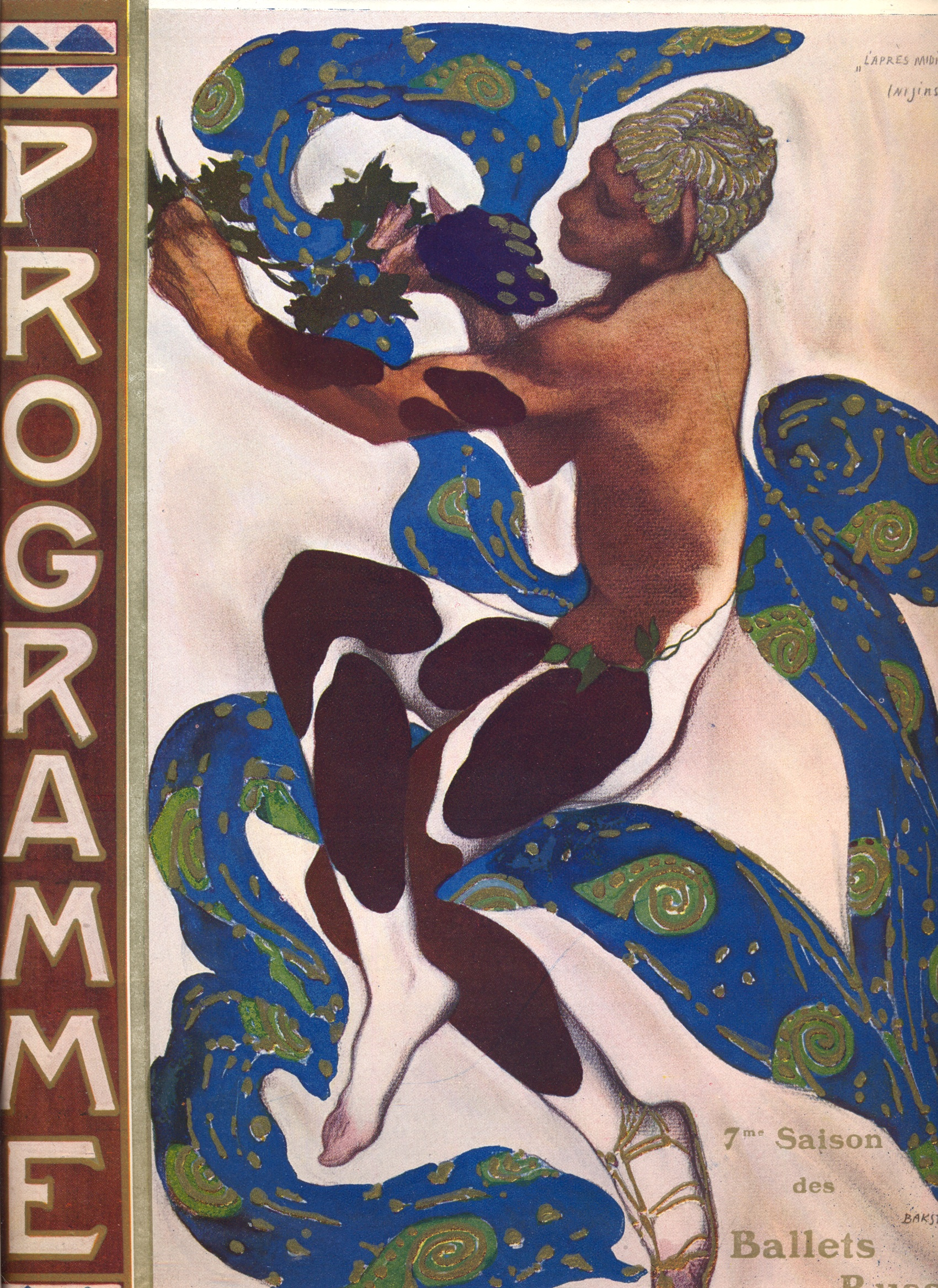
Nizhinski en el ballet L'après-midi d'un faune. 1912
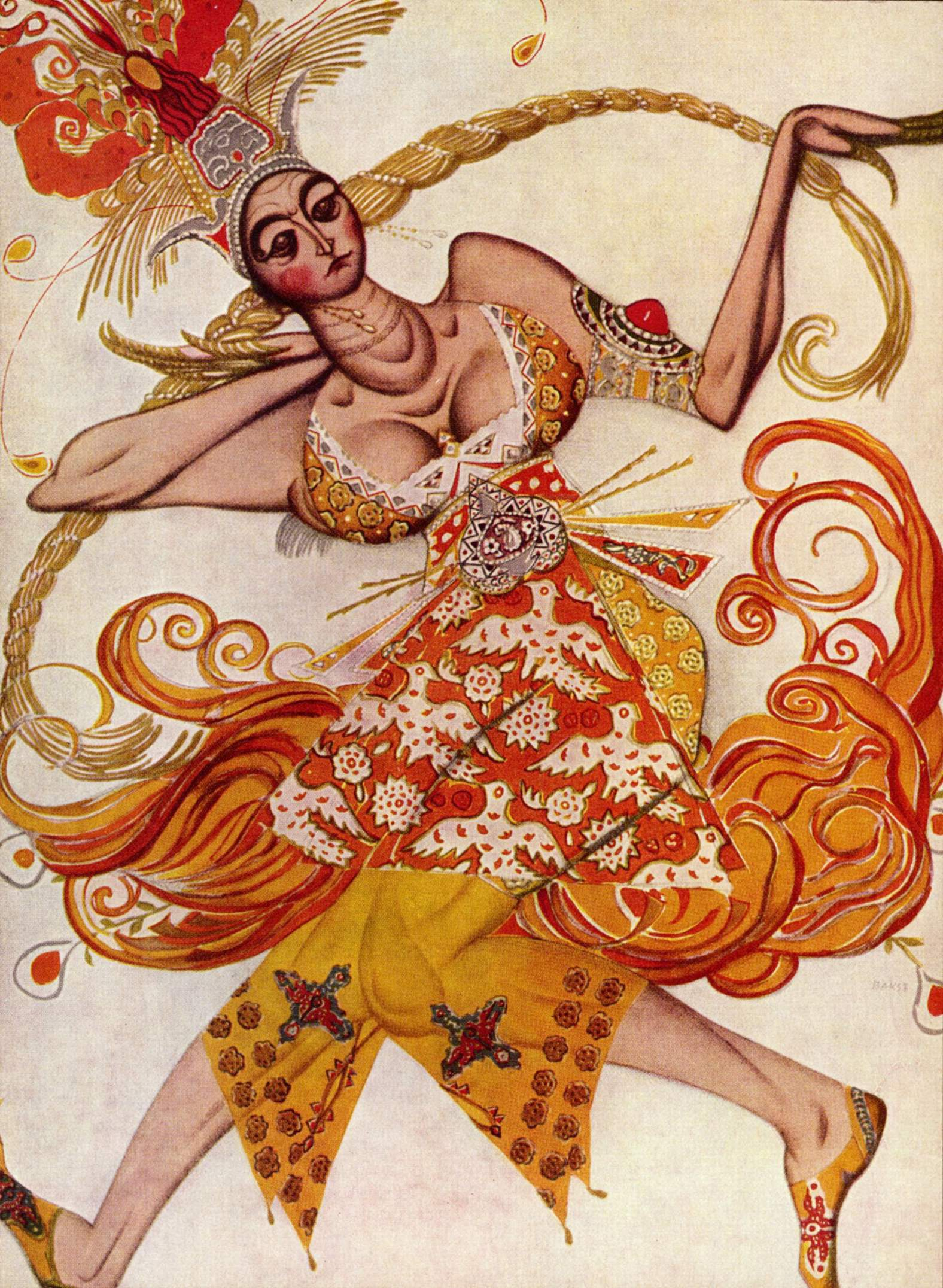
El pájaro de fuego. 1910
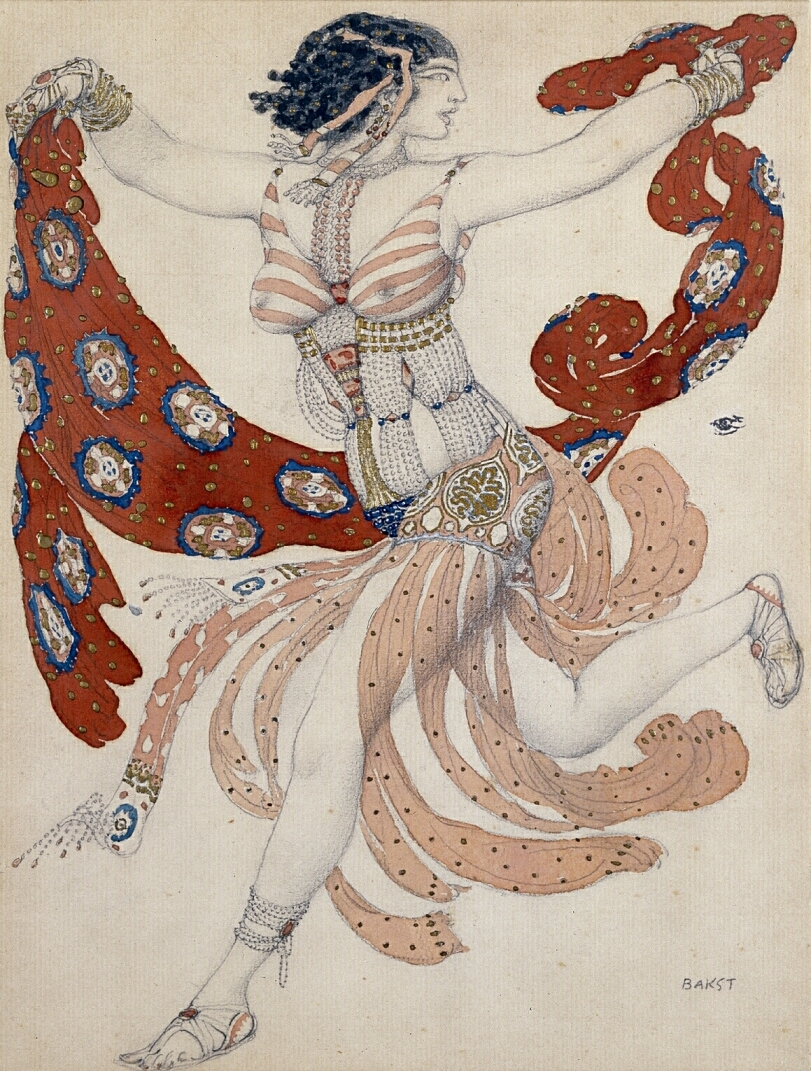
Cleopatra, el traje de Cleopatra para Ida Rubinstein. 1909